# Atarba almeidai
Atarba almeidai är en tvåvingeart som beskrevs av Alexander 1946. Atarba almeidai ingår i släktet Atarba och familjen småharkrankar. Inga underarter finns listade i Catalogue of Life.